# هودن
latitudeهودنlongitudeهودن
هودن (به انگلیسی: Howden) یک شهرک در بریتانیا است که در انگلستان واقع شده‌است.

## خصوصیات
هودن ۴٬۱۴۲ نفر جمعیت دارد.